# Дилижан (стадион)
„Дилижан“ е изцяло покрит със седалки многофункционален стадион, намиращ се в град Дилижан, Армения. Служи за домакинските срещи на местния „Импулс“.